# Les Baby-sitters (série télévisée)
Pour les articles homonymes, voir Les Baby-Sitters.
Les Baby-sitters (The Baby-Sitters Club) est une série télévisée américaine en 18 épisodes d'environ 27 minutes créée par Rachel Shukert et basée sur la série littéraire de même titre. La série est diffusée sur la plateforme de vidéo à la demande Netflix entre le 3 juillet 2020 et le 11 octobre 2021.

## Synopsis
La série suit l'amitié et les aventures de cinq collégiennes alors qu'elles démarrent une entreprise de babysitting à Stoneybrook, dans le Connecticut.

## Fiche technique
- Titre français : Les Baby-sitters
- Titre original : The Baby-Sitters Club
- Création : Rachel Shukert
- Réalisation : Lucia Aniello, Andrew DeYoung, Heather Jack, Linda Mendoza (en), Kimmy Gatewood (en), Luke Matheny (en)
- Musique : Jesse Novak (en)
- Production exécutive : Rachel Shukert, Lucia Aniello, Michael De Luca, Lucy Kitada, Frank Smith, Naia Cucukov, Benjamin Forrer
- Production : Meg Schave, Ann M. Martin, Lyle Friedman, Ashley Glazier
- Sociétés de production : Terrible Baby Productions, Paulilu, Michael De Luca Productions, Walden Media
- Société de distribution : Netflix
- Pays d'origine :  États-Unis
- Langue d'origine : anglais
- Date de première diffusion :
  - Monde : 3 juillet 2020 sur Netflix

## Distribution

### Acteurs principaux
- Sophie Grace (VF : Lila Lacombe) : Kristy Thomas
- Malia Baker (VF : Fanny Bloc) : Mary Anne Spier
- Momona Tamada (VF : Clara Quilichini) : Claudia Kishi
- Shay Rudolph (VF : Maryne Bertieaux) : Stacey McGill
- Xochitl Gomez (saison 1) puis Kyndra Sanchez (saison 2) : Dawn Schafer
- Vivian Watson : Mallory Pike (depuis la saison 2)
- Anais Lee : Jessica Ramsey (depuis la saison 2)

### Acteurs récurrents
- Mark Feuerstein (VF : Laurent Morteau) : Watson Brewer
- Alicia Silverstone (VF : Marie Chevalot) : Elizabeth Thomas-Brewer
- Takayo Fischer (en) (VF : Colette Venhard) : Makiko « Mimi » Yamamoto
- Aya Furukawa (VF : Elsa Bougerie) : Janine Kishi
- Marc Evan Jackson (VF : Fabien Jacquelin) : Richard Spier
- Benjamin Goas (VF : Simon Faliu) : David Michael Thomas
- Dylan Kingwell (VF : Simon Faliu) : Sam Thomas
- Sebastian Billingsley-Rodriguez : Andrew Brewer
- Sophia Reid-Gantzert (VF : Violette Valensi) : Karen Brewer
- Rian McCrinick : Logan Bruno
- Jessica Elaina Eason : Sharon Porter

Version française
- Société de doublage : TitraTVS
- Direction artistique : Ninou Fratellini

 Source et légende : version française (VF) sur RS Doublage

## Épisodes

### Première saison (2020)
La première saison est composée de dix épisodes, diffusés le 3 juillet 2020 sur la plateforme Netflix.
| no | Titre                                        | Réalisateur         | Scénariste                   | Date de diffusion |
| -- | -------------------------------------------- | ------------------- | ---------------------------- | ----------------- |
| 1  | La Super-idée de Kristy                      | Lucia Aniello       | Rachel Shukert               | 3 juillet 2020    |
| 2  | Claudia et les appels fantômes               | Lucia Aniello       | Rachel Shukert               | 3 juillet 2020    |
| 3  | La Vérité sur Stacey                         | Andrew DeYoung      | Joanna Calo                  | 3 juillet 2020    |
| 4  | Mary Anne à la rescousse                     | Lucia Aniello       | Lyle Friedman                | 3 juillet 2020    |
| 5  | Dawn et le trio infernal                     | Heather Jack        | Rheeqrheeq Chainey           | 3 juillet 2020    |
| 6  | Claudia et la méchante Janine                | Linda Mendoza (en)  | Jade Shang                   | 3 juillet 2020    |
| 7  | Stacey en pince                              | Linda Mendoza       | Dan Robert & Lisha Brooks    | 3 juillet 2020    |
| 8  | Un grand jour pour Kristy                    | Kimmy Gatewood (en) | Rachel Shukert               | 3 juillet 2020    |
| 9  | Les Baby-sitters en camp nature (1re partie) | Luke Matheny        | Joanna Calo                  | 3 juillet 2020    |
| 10 | Les Baby-sitters en camp nature (2e partie)  | Luke Matheny        | Lucia Aniello & Ariel Karlin | 3 juillet 2020    |

### Deuxième saison (2021)
Le 28 octobre 2020, la série est renouvelée pour une deuxième saison de huit épisodes, mise en ligne le 11 octobre 2021.
1. Kristy et les snobs (Kristy and the Snobs)
2. Claudia et la nouvelle (Claudia and the New Girl)
3. L'Urgence de Stacey (Stacey's Emergency)
4. Jessi et l'enfant pourri gâté (Jessi and the Superbrat)
5. Mary Anne et le grand amour (Mary Anne and the Great Romance)
6. Dawn et la méchante demi-sœur (Dawn and the Wicked Stepsister)
7. Claudia et de tristes adieux (Claudia and the Sad Goodbye)
8. Kristy et le défilé des bébés (Kristy and the Baby Parade)

## Production
Le 12 mars 2022, Netflix annonce l'annulation de la série.